# 博伊岑堡附近泰辛
博伊岑堡附近泰辛是德国梅克伦堡-前波美拉尼亚州的一个市镇。总面积10.26平方公里，总人口412人，其中男性214人，女性198人（2011年12月31日），人口密度40人/平方公里。